# San Cristóbal (Parroquia)
San Cristóbal (Asturisch San Cristobo) ist eines von vier Parroquias in der Gemeinde Villanueva de Oscos der Autonomen Region Asturien (Spanien).

## Geographie
San Cristóbal ist ein Parroquia mit 18 Einwohnern (2011) und eine Fläche von 21,68 km². Es liegt auf 471 msnm. Die nächste größere Ortschaft ist Villanueva de Oscos, der 7 km entfernte Hauptort der gleichnamigen Gemeinde. 

## Verkehrsanbindung  ab Villanueva de Oscos
Über auf die AS-33, Richtung Norden die Abfahrt führt direkt nach San Cristóbal.

## Klima
Angenehm milde Sommer mit ebenfalls milden, selten strengen Wintern. In den Hochlagen können die Winter durchaus streng werden.

## Weiler in der Parroquia
A Bovia, Busdemouros, El Busquete, Moureye, San Cristobo und A Sela de Murias.

## Sehenswürdigkeiten
- Kapelle San Cristóbal
- Kirche San Cristóbal